# Халтон, Эдвард (1906)
Сэр Эдвард Холтон (англ. Edward George Warris Hulton; 29 ноября 1906 — 8 октября 1988, Лондон) — английский писатель и издатель.

## Биография
Родился 29 ноября 1906 года в местечке Harrogate графства Северный Йоркшир. Был незаконнорождённым сыном сэра Эдварда Халтона, газетного издателя и владельца скаковых лошадей, и артистки мюзик-холла Миллисенты Уоррис (англ.  Millicent Warris ), известной под сценическим именем Милли Линдон (англ. Millie Lindon).
Обучение начал в школе Хэрроу (Харроу, Лондон), затем продолжил образование в оксфордском колледже Brasenose College, который бросил в декабре 1926 года недоучившись.
В 1937 году Холтон основал издательскую компанию Hulton Press, купив сельскохозяйственный журнал Farmers Weekly. В Hulton Press издавались британские журналы Leader Magazine, Eagle, Girl, Lilliput и Picture Post.
Во время Второй мировой войны он был одним из членов Комитета 1941 года — группы английских политиков, писателей и других деятелей, участвующих в военной политике Англии.
Холтон отошел от издательских дел в 1957 году и продал свою компанию другой — Odhams Press, а за деятельность в Hulton Press и за заслуги в области журналистики был посвящён в 1957 году в рыцари.
Умер 8 октября 1988 года в Лондоне. Был похоронен на кладбище Сент-Женевьев-де-Буа.

### Личная жизнь
- Первый раз был женат (с 1927 года) на дворянке русского происхождения Кире Левкович (англ. Kira Goudime-Levkovitsch) — дочери генерала П. К. Гудим-Левковича.
- С 1941 года был женат вторым браком на Нике Юрьевич, также аристократке. У них родились два сына — Эдуард (англ. Edward Alexander Sergius Hulton) и Филипп (англ. Cosmo Philip Paul Hulton), а также дочь — Элизабет (англ. Elizabeth Frances Helen Hulton).[4] Их брак распался в 1966 году, хотя оба жили вместе до смерти Холтона в 1988 году.